# Gouderak
Gouderak est un village situé dans la commune néerlandaise de Krimpenerwaard, dans la province de la Hollande-Méridionale. Le 1er janvier 2004, le village comptait environ 2 500 habitants.
Gouderak est situé sur l'Yssel hollandais.

## Histoire

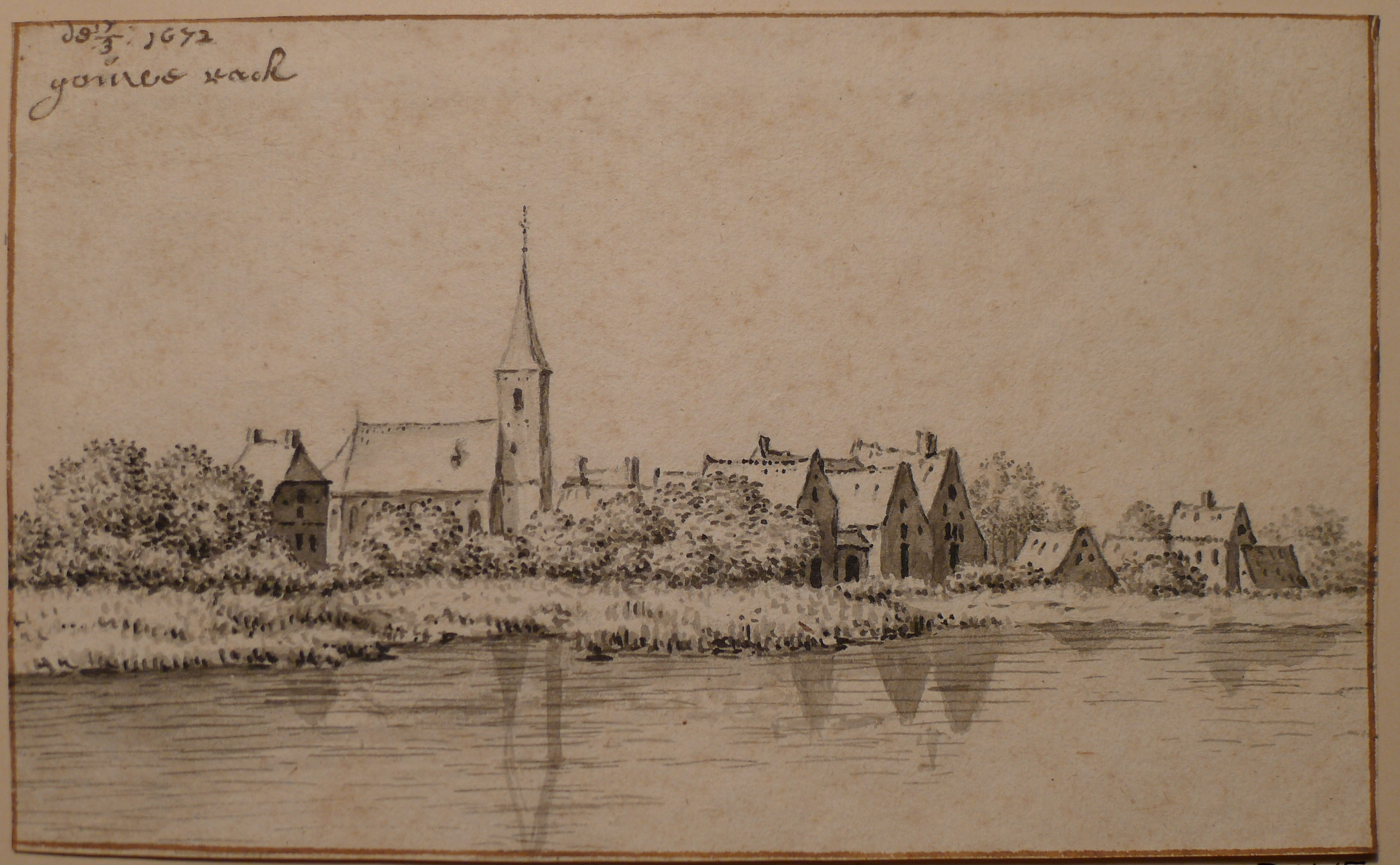
Représentation du village en 1672.

Gouderak a été une commune indépendante jusqu'au 1er janvier 1985. À cette date, elle fusionne avec Ouderkerk aan den IJssel pour former la commune d'Ouderkerk.